# Goldenes Schwert für Tapferkeit

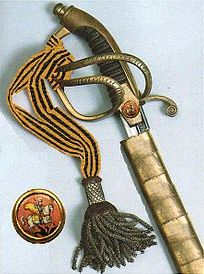
Schwertgriff mit St.-Georgs-Band

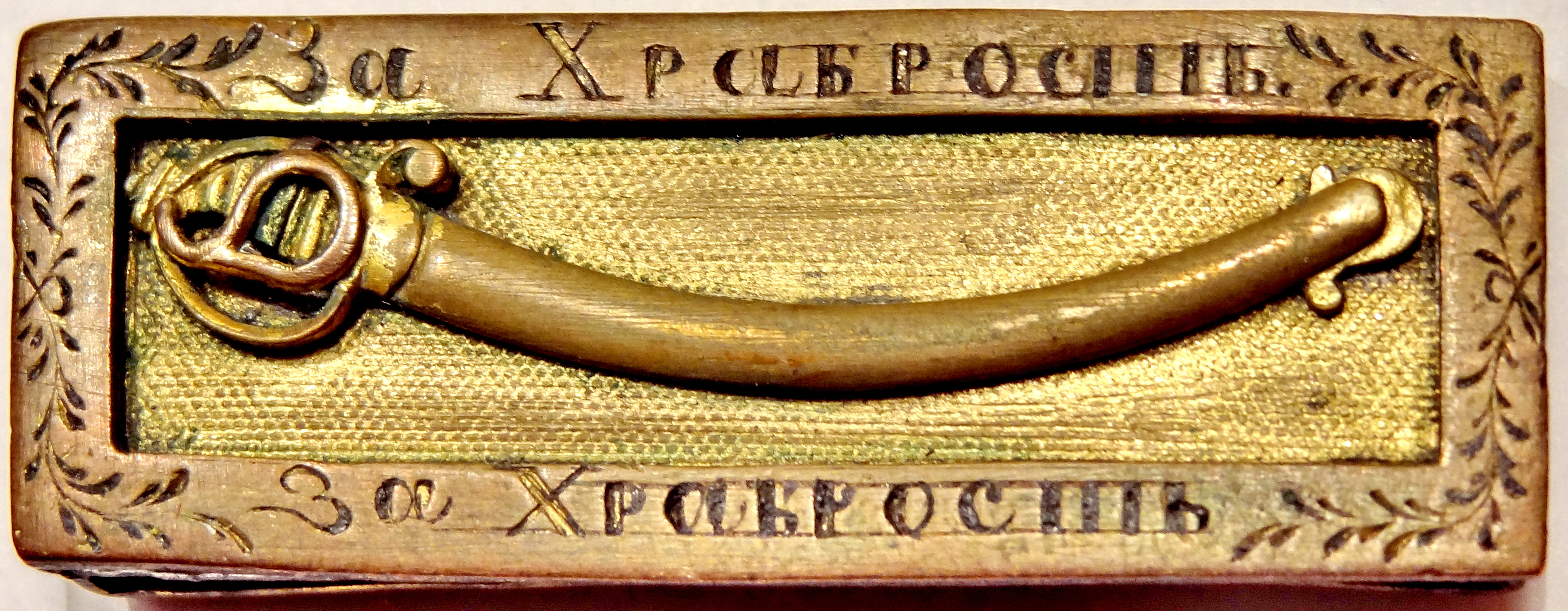
Brustabzeichen Goldenes Schwert „Für Tapferkeit“

Das Goldene Schwert für Tapferkeit (russisch: Золотое оружие «За храбрость») war im russischen Zarenreich eine Ehrenwaffe zur Auszeichnung für Tapferkeit. Das Ehrenzeichen wurde 1720 durch Zar Peter den Großen (1672–1725) gestiftet, es lehnte sich teilweise an den Orden der Heiligen Anna und den Orden des Heiligen Georg an und bestand anfangs aus einem Schwert und später aus einem Schwert und Brustabzeichen. Es wurde bis zum Ende des Ersten Weltkrieges verliehen.

## Geschichte
Die Tradition des Ehrenschwertes geht in Russland auf das 17. Jahrhundert zurück, das älteste Exemplar enthält auf der Klinge die Inschrift: „Seine Majestät, der König und Großfürst aller Reußen Michail Fjodorowitsch verleiht dieses Schwert an Bogdan Khitrovo Matveeva“. Am 27. Juli 1720 verlieh Zar Peter I. ein Goldenes Schwert mit Brillanten an Mikhail Golitsyn. Seit dieser Zeit wurden 300 Ehrenschwerter mit Diamanten verliehen, davon 250 während der Regierungsperiode Katharinas II. (1729–1796). Der Geldwert wurde damals auf etwa 11.000 Rubel geschätzt.
Im Verlauf des Russisch-Österreichischen Türkenkrieges wurden seit 1788 die Schwerter mit der Inschrift „Für Tapferkeit“ der „Ortsbezeichnung“ und einem stichwortartigen „Ruhmesblatt“ versehen, bis 1790 wurden 84 dieser Goldenen Schwerter im Einzelwert von etwa 560 Rubel verliehen. Eine außergewöhnliche Anfertigung eines Goldenen Schwertes befindet sich im Museum zur Geschichte der Donkosaken in Nowotscherkassk. Es ist ein Schwert, das Zarin Katharina II. im Jahre 1796 anlässlich des Russisch-Persischen Feldzugs Graf Matwei Iwanowitsch Platow überreichte, mit einer Klinge aus Damaszener Stahl, einem Schwertgriff aus purem Gold, mit 130 Smaragden und Diamanten besetzt, einer hölzernen Scheide, die mit Samt überzogen und mit 306 Diamanten, Rubinen und Bergkristallen verziert ist.

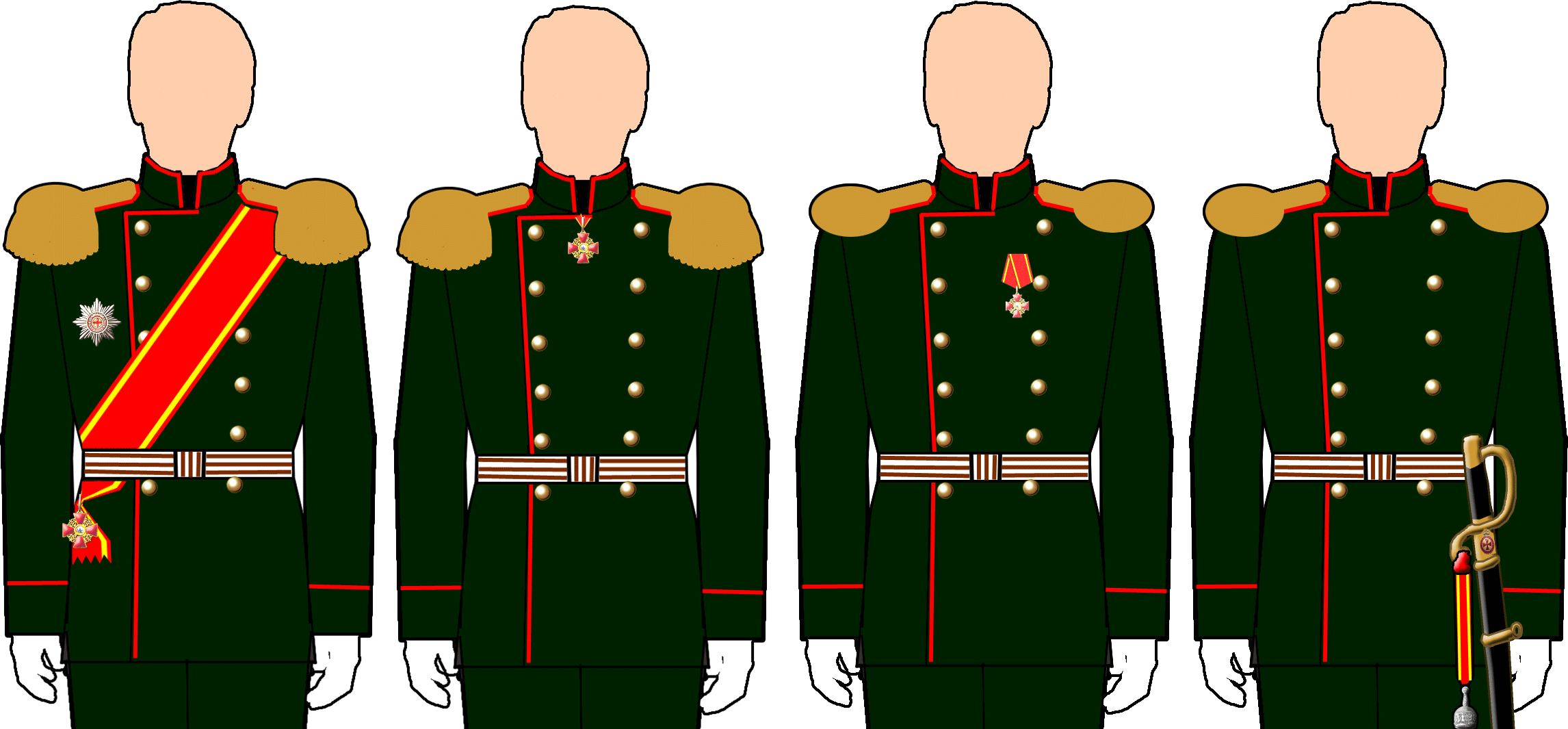
Russischer Orden der Heiligen Anna (1.–4. Klasse, v. l. n. r.)

Zu Zeiten des Zaren Paul I. (1754–1801) wurde die Ehrenwaffe nicht vergeben. Stattdessen wurde das Goldene Schwert mit dem Orden der Heiligen Anna (4. Klasse) vernetzt. Das Schwert des Annaordens wurde jedoch nicht in die klassische Reihe des Goldenen Schwertes gesetzt, da es nur in der 4. Klasse ein Schwertband (rot und gelb) am Degenknauf war und dem Annenorden zugeordnet wurde. Zar Alexander I. (1777–1825) führte 1805 wieder die Verleihung des originalen Goldenen Schwertes für Tapferkeit ein. Das Ehrenzeichen wurde jetzt in drei Klassen aufgeteilt und war ein Kriegsverdienstorden:
- Goldenes Schwert für Tapferkeit mit Diamanten
- Goldenes Schwert für Tapferkeit
- Schwert des Annaordens.

Während der Napoleonischen Kriege wurde die Auszeichnung 1812 insgesamt 241-mal und zwischen 1813 und 1814 insgesamt 685-mal verliehen. Zu den Empfängern zählte auch Carl von Clausewitz, der mit dieser Ehrung 1819 für seinen Einsatz bei der Schlacht von Borodino ausgezeichnet wurde, im Verleihungsukas steht:

„Von Gottes Gnaden Wir Alexander der Erste etc. etc. Unserem Major außer Dienste Klausewitz Zur Belohnung des Diensteifers und ausgezeichneten Betragens, welches Sie in der Schlacht wider die französischen Armeen bei dem Dorfe Borodino am 26. August 1812 bewiesen, wo Sie während Ihres Dienstes beim Quartiermeister – Stabe von dem General der Kavallerie Uwarow gebraucht wurden und sowohl in dieser als auch in anderen Schlachten eine ausgezeichnete Fähigkeit und Tapferkeit erscheinen ließen, haben Wir Allergnädigst unter dem 19. Dezember des Jahres 1812 Ihnen einen goldenen Ehrensäbel mit der Inschrift „Für Tapferkeit“ verliehen. Durch unseren Ukas vom 8. Dezember 1817 befahlen Wir dem Kapitel der Kaiserlich Russischen Orden dies Patent in Zeugnis dessen zu unterzeichnen und mit dem Ordenssiegel zu bekräftigen.
Gegeben zu St. Petersburg, den 10. August 1819.“

Ab 1829 galt nur das verliehene Goldene Schwert, mit der Inschrift „Für Tapferkeit“, als die originale Auszeichnung des Goldenen Schwerts. Seit 1855 war es üblich, das Goldene Schwert gemeinsam mit der 4. Klasse des Ordens der Heiligen Anna zu verleihen. Eine überarbeitete Richtlinie legte im Jahre 1859 fest, dass alle Offiziere bis zum Oberst nur die Auszeichnung der 4. Klasse des Ordens der Heiligen Anna oder des Ordens des Heiligen Georgs erhalten konnten und ihnen zusätzlich ein Brustabzeichen überreicht wurde. Alle Generale und höhere Ränge wurden mit dem Goldenen Schwert und der Inschrift „Für Tapferkeit“ ausgezeichnet.
Eine weitere Regelung der Ordensvergabe erfolgte am 1. September 1869, es legte fest, dass alle ernannten „Ritter zum Orden des Heiligen Georgs“ gleichzeitig mit dem Goldenen Schwert ausgezeichnet werden sollten. Diese Neuregelung hatte zur Folge, dass 3384 Offizieren und 162 Generalen das Goldene Schwert verliehen wurde.
Die nächste Novellierung zur Ordensvergabe legte 1878 fest, dass die Generale mit der Auszeichnung ein normales stählernes Schwert erhielten und dieses nach eigenen Vorstellungen und Kosten verzieren durften. Am Schwertgriff befand sich jetzt das Kreuz des Ordens des Heiligen Georg mit einem Band in den Farben Schwarz und Gelb (Sankt-Georgs-Band). Während des Russisch-Japanischen Krieges von 1904 bis 1905 wurde das Goldene Schwert „Für Tapferkeit“ mit Diamanten an vier Generäle ausgehändigt. Die Version des Goldenen Schwertes für Tapferkeit erhielten 406 Offiziere. Eine weitere neue Variante erfolgte 1913, das Schwert erhielt das Kreuz des Ordens vom Heiligen Georg in weißer Glasur auf das Schwert graviert. Während des Ersten Weltkrieges erhielten nur acht Würdenträger die mit Diamanten besetzte Ausfertigung des Golden Schwertes für Tapferkeit: Großfürst Nikolai Nikolajewitsch, Wladimir Irmanow, Səməd bəy Mehmandarov, Sergei Dobrotin, Platon Letschitski, Pjotr Kalitin, Alexei Alexejewitsch Brussilow und Anton Iwanowitsch Denikin. Nach dem Ersten Weltkrieg wurde die Ehrenwaffe und das Ehrenzeichen nicht mehr verliehen.

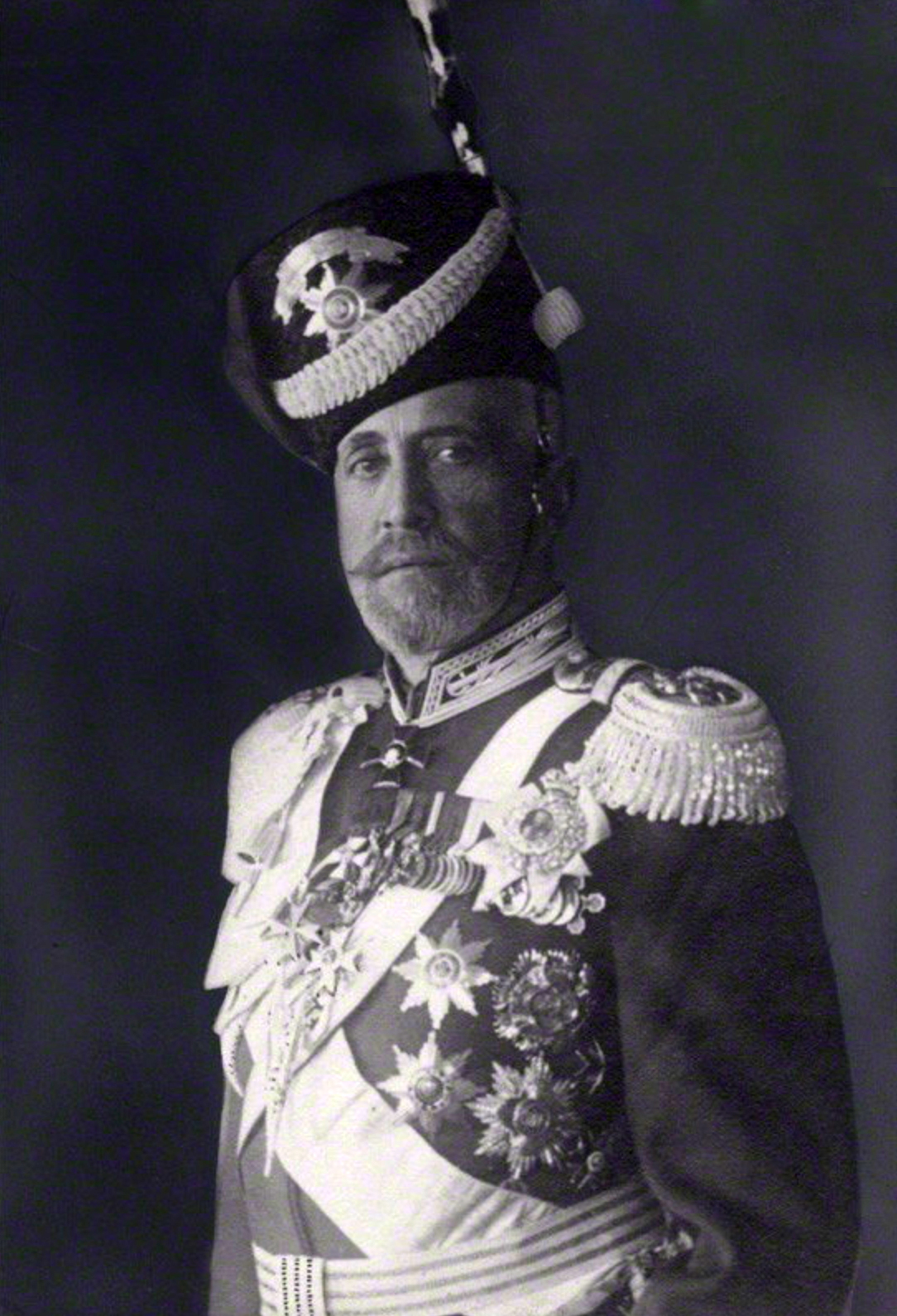
Großfürst Nikolai Nikolajewitsch
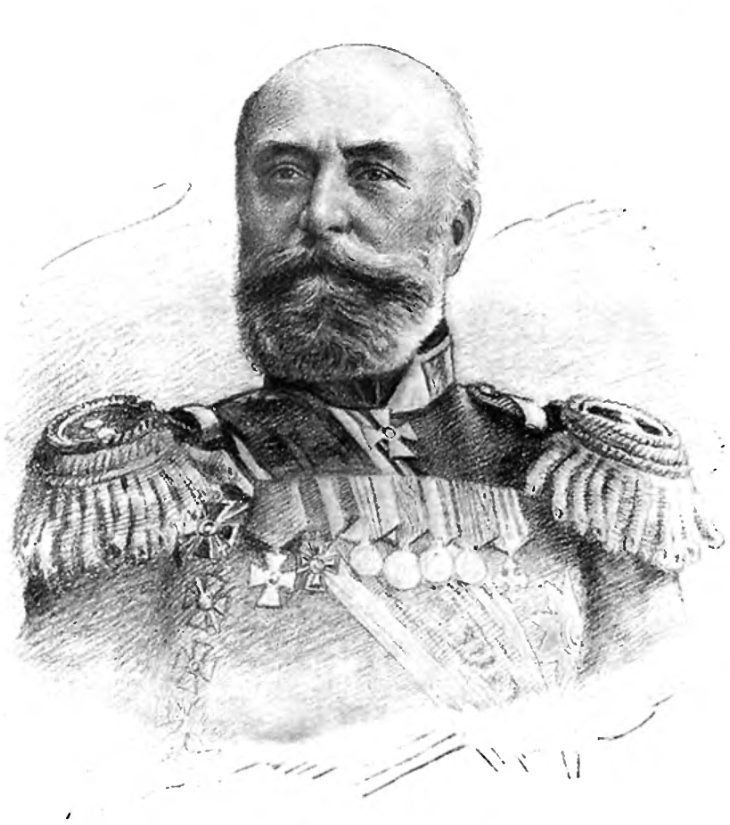
Wladimir Alexandrowitsch Irmanow
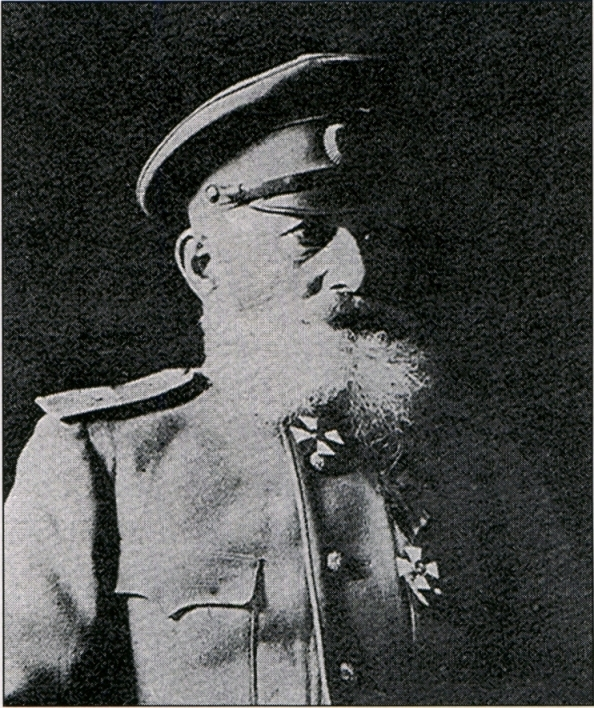
Səməd bəy Mehmandarov
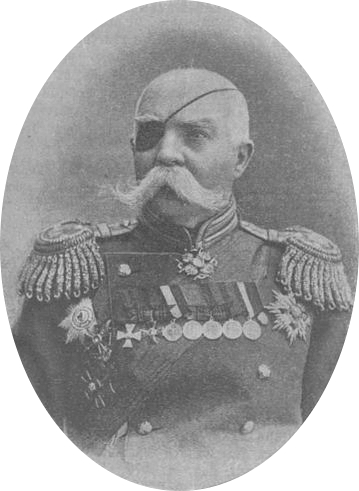
Sergei Fjodorowitsch Dobrotin
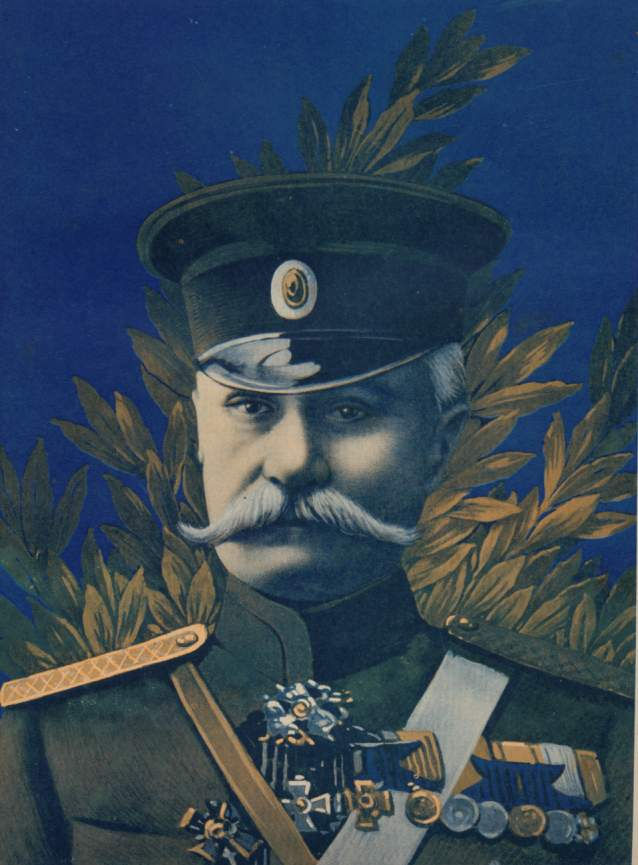
Platon Alexejewitsch Letschitski
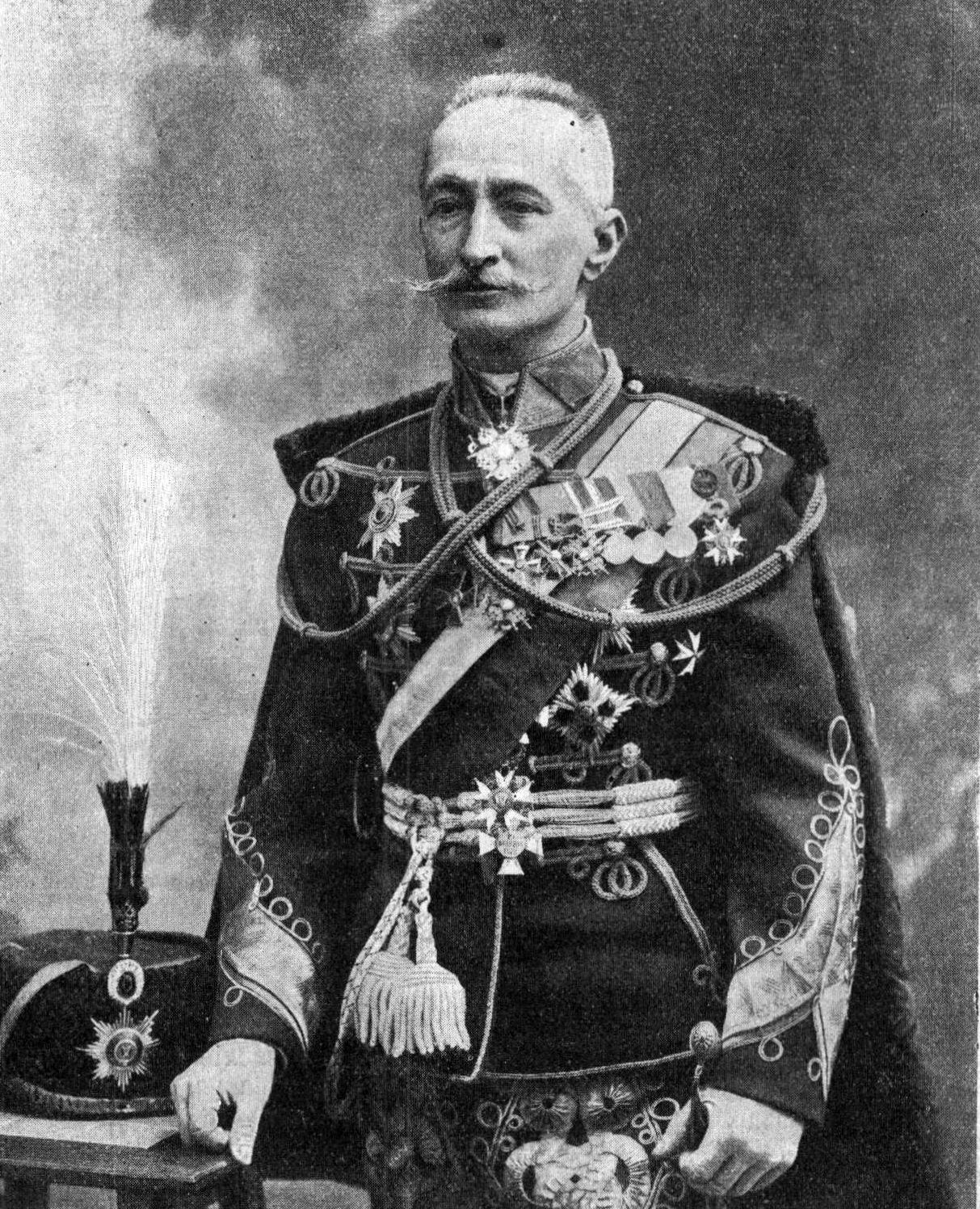
Alexei Alexejewitsch Brussilow
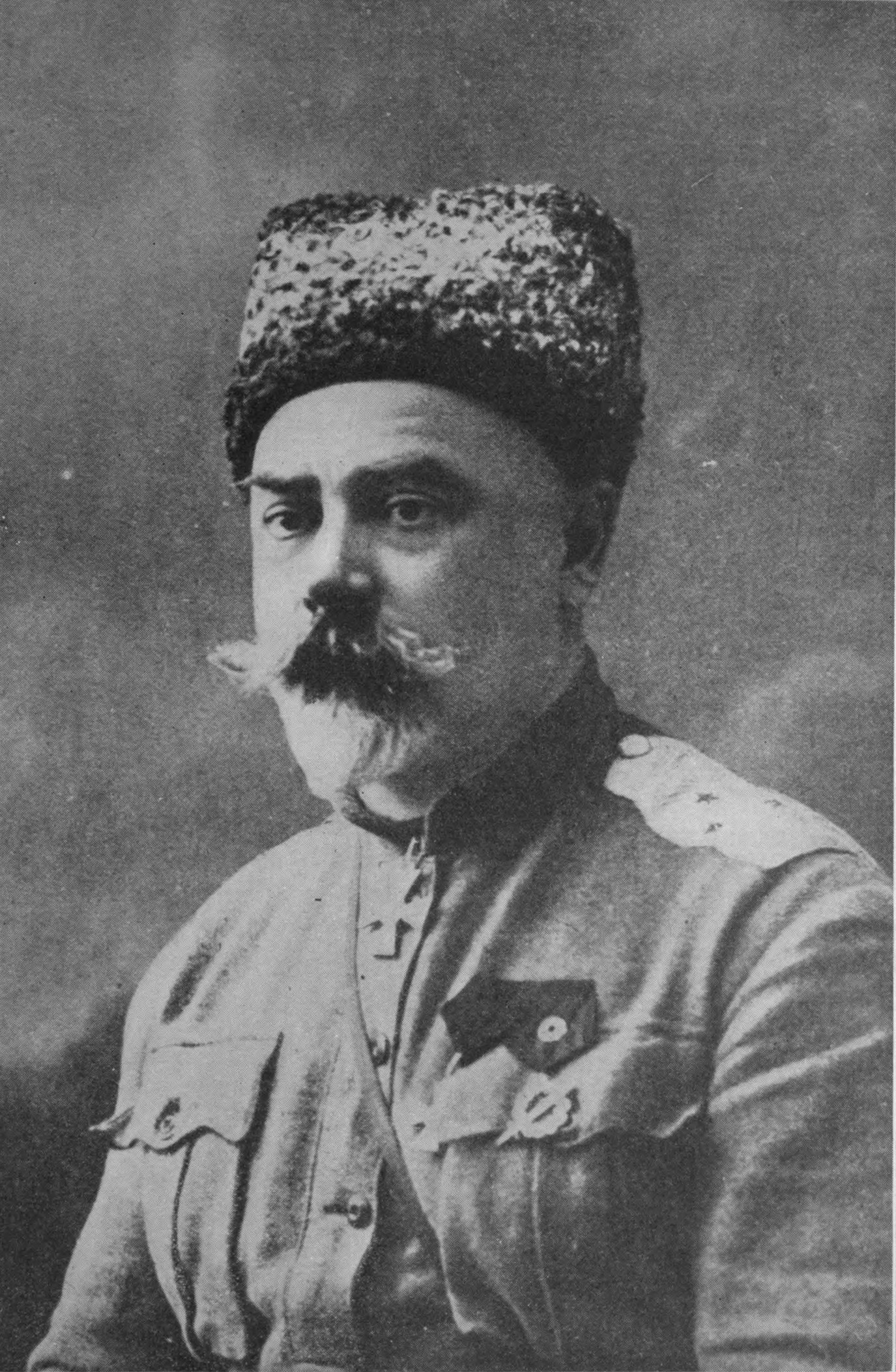
Anton Iwanowitsch Denikin